# Maia Wright
Maia Wright (2 oktober 1997), ook bekend als Junie, is een Zweeds zangeres. Ze is onder andere bekend van het nummer One More Time, een samenwerking met Armin van Buuren. Ze woont in Stockholm.

## Biografie
Maia Wright begon in 2017 met het maken van muziek. Samen met de Amerikaanse diskjockey Gryffin maakte ze in 2019 een muzikale reis door de Verenigde Staten. Samne met Gryffin brengt Wright de single Body Black uit.
In juli 2022 werkt Wright samen met de Nederlandse diskjockey Armin van Buuren. Van Buuren komt tijdens een schrijfsessie tot het idee om een nieuwe single met jaren 90 invloeden te maken. Samen brengen ze op 22 juli 2022 de single One More Time uit, dat onderdeel uitmaakt van het album Feel Again, Pt. 2 van Van Buuren. Op de US Dance Radio weet het nummer de eerste plaats te behalen. Een jaar later breng Wright de single AM:PM uit, een samenwerking met NOTD. Het is een opwindend synthetisch popnummer. Wright kende het Zweedse dance duo al voor langere tijd maar het kwam niet eerder tot een samenwerking.

## Discografie

### Singles
- "Always Gonna Say Sorry" (met Joakim Molotor) (2017)
- "Weightless" (met Joakom Molitor) (2017)
- "Decisions" (met CREAM) (2018)
- "When I'm With You" (met Tritonal) 2018)
- "Wait for You" (met Mike Williams) (2018)
- "Body Black" (met Gryffin) (2018)
- "Komma över dig" (met Norlie & KKV) (2020)
- "Ett steg fram" (2020)
- "One Night" (met Aazar, Yung Felix en Ebenezer) (2020)
- "Vi" (2021)
- "Break Her Heart" (2021)
- "Hela världen väntar" (2021)
- "Do Yourself a Favor" (2021)
- "Love Me Like This" (met Tinie Tempah) (2021)
- "Tänker på dig" (2021)
- "Quit your Job" (2021)
- "One More Time" (met Armin van Buuren) (2022)
- "AM:PM" (met NOTD) (2023)
- "Ser du hur bra jag mår" (2023)